# Ишниязова-Мустафаева, Магинур Усеиновна
Магинур Усеиновна Ишниязова-Мустафаева (23 ноября [6 декабря] 1910, Знаменка, Екатеринославская губерния — 26 мая 1973, Ташкент) — советская актриса. Заслуженный артист Крымской АССР (1941).

## Биография
Родилась 23 ноября (6 декабря) 1910 года в селе Знаменовка (сейчас — Новомосковский район Днепропетровской области).
Окончила Симферопольский татарский театральный техникум (1931). С 1931 по 1941 год работала в Крымскотатарском театре. В 1944 году вместе с другими крымскими татарами была депортирована в Узбекскую ССР. Являлась актрисой Самаркандского русского драматического театра. Играла в спектаклях: «Анна Каренина» Льва Толстого, «Васса Железнова» Максима Горького, «Забавный случай» Карло Гольдони.
С 1949 года работала на производстве в Коканде, а с 1959 по 1971 год в Фергане.
Скончалась 26 мая 1973 года в Ташкенте.

### Семья
- Муж — Эннан Сеит-Меметович Мустафаев (1908—1981), директор Государственного татарского театрально-музыкального техникума, преподаватель истории и эстетики. Участник Великой Отечественной войны[2].
- Сестра — Саре Усеиновна Ишниязова (род. 1904), жена наркома юстиции Крымской АССР М. О. Асманова (1899—1941)[3].

## Награды и звания
- Заслуженный артист Крымской АССР (7 марта 1941)[4]